# 박선관
박선관(朴善冠, 1991년 1월 16일 ~ )은 대한민국의 수영 선수이다. 제16회 광저우 아시안게임 수영 남자 400m 혼계영에서 은메달을 땄으며, 런던 올림픽에 대표 선수로 참가했다.